# Schibboleth
Pour les articles homonymes, voir Shibboleth (homonymie).
Un schibboleth, en hébreu : שִׁבֹּלֶת, prononcé [ ʃibɔlɛt] en français,, est une phrase ou un mot qui ne peut être utilisé – ou prononcé – correctement que par les membres d'un groupe. Il révèle l'appartenance d'une personne à un groupe national, social, professionnel ou autre. Autrement dit, un schibboleth représente un signe de reconnaissance verbal.
Dans la Bible, le mot schibboleth signifie « épi », « branche » (Genèse 41:7, Job 24:24, Zacharie 4:12) (à rapprocher de l'arabe senbala « épi »), ou encore « flot », « torrent » (Psaumes 69:2).

## Origine
Le schibboleth apparaît dans le Livre des Juges 12:4-6. Dans cet épisode, les Guiléadites utilisent ce terme pour distinguer leurs ennemis éphraïmites parmi les fuyards. Les Éphraïmites se trompant sur la façon de prononcer la lettre shin, ils écorchaient là le dernier mot de leur vie.
Lorsque Jephté, chef des hommes de Galaad, eut défait les Éphraïmites et pris les gués du Jourdain, de nombreux fugitifs voulurent traverser le fleuve. « Quand un fuyard d'Éphraïm disait : “Laissez-moi passer”, les gens de Galaad demandaient : “Es-tu éphraïmite ?” S'il répondait “Non”, alors ils lui disaient : “Eh bien, dis schibboleth !” Il disait sibboleth, car il n'arrivait pas à prononcer ainsi. Alors on le saisissait et on l'égorgeait près des gués du Jourdain. ».

## Histoire et légendes

### Au Moyen Âge

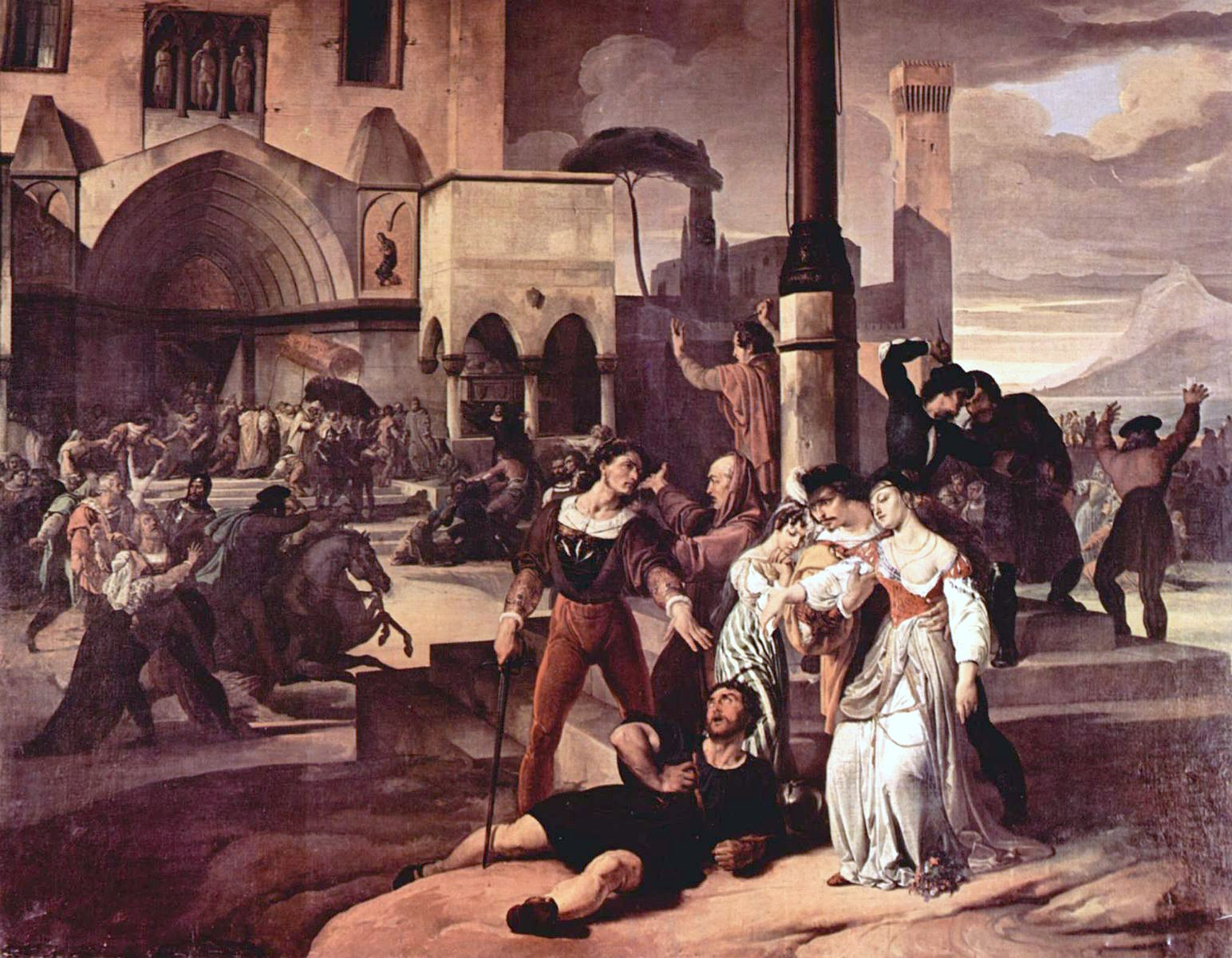
Les Vêpres siciliennes par Francesco Hayez.

Plusieurs schibboleths interviennent d'une manière similaire au cours du Moyen Âge et de la Renaissance.
Une légende veut que la prononciation du mot sicilien ciciri (« pois chiche ») ait permis aux Siciliens de reconnaître leurs ennemis angevins et donc de les exécuter lors des Vêpres siciliennes de 1282.
La prononciation de l'expression Schild en vriend (« bouclier et ami », mais plus probablement ‌'s gildenvriend, « ami des corporations ») joua un rôle identique pendant les Matines brugeoises de 1302.
Au début du XVIe siècle, le guerrier frison Pier Gerlofs Donia eut recours à un stratagème comparable pour distinguer ses alliés de ses ennemis. Selon la légende, afin de faire le tri entre les vrais Frisons et les Hollandais et Germains infiltrés dans ses rangs, Grutte Pier les force à répéter ce schibboleth : « Bûter, brea en griene tsiis: wa't dat net sizze kin, is gjin oprjochte Fries » (« beurre, pain et fromage vert : qui ne peut point dire cela n'est pas un vrai Frison. »

### Première Guerre mondiale
Durant la Première Guerre mondiale, les Alsaciens eurent leur schibboleth. Des prisonniers allemands tentaient de se faire passer pour des Alsaciens, afin de bénéficier du régime spécial qui leur était accordé. Comme il était relativement facile à un Badois ou à un Souabe de contrefaire le dialecte alsacien car ils sont originaires de deux régions allemandes limitrophes de l'Alsace, le chanoine Wetterlé eut l'idée originale de les démasquer en leur présentant un parapluie et en leur demandant : « Was esch das ? » (« Qu'est-ce que c'est ? »). Les Souabes répondaient « Regenschirm » (parapluie en allemand standard), les Badois  « Schirm », et seuls les Alsaciens répondaient « Barabli »(modification phonétique du mot parapluie où l'accent alsacien transforme les p en b).
C'est en souvenir de cet événement que l'artiste Germain Muller eut l'idée de baptiser son cabaret Le Barabli.

### Pays-Bas, Première et Seconde guerres mondiales
Durant les deux guerres mondiales, les Pays-Bas et la Belgique furent occupés par les troupes allemandes. Dans un tel contexte, des agents de renseignement allemands ont tenté de se faire passer pour natifs des Pays-Bas et, durant la Seconde Guerre mondiale, d'infiltrer les réseaux de résistance néerlandais. 
Linguistiquement, les deux idiomes sont très proches, et la prononciation assez voisine, surtout pour les natifs des régions proches de la Hollande, comme les Frisons. Cependant la prononciation du mot Scheveningen (une ville côtière et station balnéaire néerlandaise) faisait en général « fourcher la langue » des germanophones et était utilisée comme test pour démasquer les espions.

### Tremblement de terre de Kantō
Lors du tremblement de terre de Kantō, en 1923, au Japon, une rumeur se développa accusant les Coréens résidant au Japon de tirer parti de la catastrophe pour piller et rançonner, d'empoisonner les puits et d'allumer des incendies. Les nombreux feux présents un peu partout renforcèrent cette rumeur, et des milices populaires commencèrent alors à tuer les résidents coréens, en particulier dans les villes de Tokyo et Yokohama. Certains Coréens prononçant le son « g » ou « j » avec un accent, des barrages ont été mis en place dans les villes, où les mots « 15 円 » (jū-go-en), « 50 銭 » (go-jus-sen) et がぎぐげご (gagigugego) étaient utilisés comme schibboleths. Ceux qui ne prononçaient pas correctement ces mots étaient battus, voire tués, et de nombreux Chinois, Okinawais ou Japonais d'autres régions ont été identifiés à tort comme Coréens[réf. souhaitée].

### «Opération persil» à Haïti
Dans les années 1930, de nombreux travailleurs haïtiens étaient entrés en République dominicaine pour travailler dans les champs de canne à sucre.
Prétextant des craintes d'infiltrations et de tentatives de coup d'État par des Dominicains en exil et leurs alliés haïtiens, le président de la République dominicaine Rafael Trujillo décida d'éliminer physiquement dès le 2 octobre 1937 les membres de la communauté haïtienne travaillant dans les plantations dominicaines le long de la frontière avec Haïti.
Les Haïtiens et les Dominicains étant difficilement différenciables d'après leur seule apparence physique et leur habillement, les soldats de l'armée de Trujillo usèrent d'un stratagème de schibboleth en demandant aux Haïtiens de dire perejil (« persil » en français), un mot espagnol difficile à prononcer correctement pour un francophone,. En effet, perejil contient en espagnol les sons [r] et [x] (ou jota), absents en créole haïtien comme en français. Comme tout locuteur confronté à un son étranger, les locuteurs du créole haïtien tendent à « [faire] passer les phonèmes étrangers dans le moule phonologique » de leur langue. Ainsi, « au lieu de /perexil/, comme on l’attendrait d’un « hispanophone natif », ils réalisent [pelehil] », dans lequel un /h/ remplace le [x] et un [l] remplace le /r/.
Une mauvaise prononciation identifiait immanquablement les Haïtiens et signait leur arrêt de mort. Ce carnage à la machette, connu sous le nom de « Massacre du persil », causa environ 20 000 morts selon les sources, certaines évoquant même plus de 30 000 morts.

### La tomate de Sabra et Shatila
Pendant les massacres de Palestiniens du Liban par certains groupes de phalangistes maronites alliés des Israéliens, en septembre 1982, les bourreaux identifiaient leurs victimes en leur présentant une tomate et en demandant : shū hādā ? Les Palestiniens se faisaient reconnaître en disant Bandura au lieu de Banadura. Ce petit 'a' aurait ainsi signé l'arrêt de mort de bon nombre d'entre eux.[pas clair]

### Guerre des Malouines
Durant la guerre des Malouines les Britanniques ont utilisé le mot de passe « Hey Jimmy », nom que les Argentins prononçaient immanquablement « Yimmy »

### Invasion de l'Ukraine par la Russie
Lors de l’invasion de l'Ukraine par la Russie en 2022, le mot palianytsia (type de pain ukrainien) est utilisé comme schibboleth dans la langue ukrainienne, pour identifier les personnes dont l'ukrainien n'est pas la langue maternelle. Les Russes, même ceux qui sont parfaitement ukrainophones, ont tendance à prononcer « palianytsia » en remplaçant le son ukrainien и (y) par і (i), et parfois l'ukrainien я (ia) par а (a), ressemblant davantage à « palianitsa » ([pɐlʲɪˈnʲit͡sə]). Le mot est devenu l'un de ceux proposés pour identifier les groupes de reconnaissance ennemis subversifs,,.

## Littérature
Victor Hugo fait allusion à l'épisode biblique dans Cromwell :

« Olivier, capitaine et juge dans Sion !
Les saints, siégeant à Londre [sic] en congrégation,
Sachant que ta science est un vase à répandre,
Te demandent par nous s'il faut brûler ou pendre
Ceux qui ne parlent pas comme saint Jean parlait,
Et disent Siboleth au lieu de Schiboleth. »

— Victor Hugo, Cromwell, acte III, scène 2
Terry Pratchett donne deux interprétations de shibboleth dans le roman Je m'habillerai de nuit, cinquième volume indépendant de la série « Les Annales du Disque-monde ».
Un garde du château, Preston, explique l’impossibilité de vérifier la réponse « Ami » ou « Ennemi » lorsque lui-même demande « Qui va là, ami ou ennemi ? ». Mais il explique que les autres gardes ont mis au point un shibboleth permettant de répondre à la question : « Sors toi le nez de ce bouquin Preston, et fais nous entrer tout de suite ! » Ici, le shibboleth ne repose donc pas sur la capacité de prononciation, mais sur une réponse, sans lien avec la question, et qu’on ne peut penser à donner qu’en connaissant de près le gardien de la porte.
Peu après, le même garde donne la signification du terme shibboleth par « un mot ou une expression que l’ennemi n’arrive pas à prononcer ». Il poursuit, en donnant un exemple : pour se prémunir contre la duchesse, personnage odieux et condescendant, il suggère que ce serait une bonne idée de choisir le shibboleth « s’il vous plaît ». Ici le shibboleth consiste donc en une expression de politesse que « l’ennemi » n’envisagerait jamais de prononcer.
Mohamed Mbougar Sarr évoque un schibboleth entre Mossane et le père de Siga D., dans son roman La Plus Secrète Mémoire des hommes : « Ma question était devenue un rituel. Une salutation. Elle opérait comme un schibboleth dont nous étions les deux seules personnes au monde à connaître le sens. »

## Philosophie
L'un des ouvrages de Jacques Derrida est intitulé Schibboleth : pour Paul Celan et s'inspire en partie du recueil de poésie philosophique La Rose de personne de ce dernier.

## Sociologie
En Grande-Bretagne, des auteurs comme Nancy Mitford ou John Betjeman ont illustré la notion de schibboleth social : certains mots anglais sont jugés « U », et d'autres « non-U ». Ces deux abréviations renvoient respectivement à Upper class (élégant) et à Non-Upper class. Par exemple, le mot « lunettes » se traduit par spectacles en anglais « U » et par glasses en anglais « non-U ». Il existe ainsi toute une liste de termes dûment répertoriés par les analystes du snobisme.
Les Britanniques se servent aussi de mots qui se prononcent très différemment de ce qu'ils s'écrivent pour détecter d'éventuels intrus. Par exemple, tout Britannique bien éduqué sait que le Magdalene College à Cambridge se prononce en fait Môd-lin', tout comme le nom du diariste Samuel Pepys se prononce Pîps et non Pè-pis'.

## Psychanalyse
Sigmund Freud estime, en 1932, que la compréhension des mécanismes qui font le rêve, compréhension sans laquelle il n'est pas selon lui d'interprétation possible, constitue le schibboleth qui doit différencier le « vrai » psychanalyste de celui qui se prétend tel sans l'être.

## Musique
Dans Cronaca del Luogo de Luciano Berio, œuvre évoquant par divers biais l'histoire du peuple juif, le terme schibboleth revient plusieurs fois, scandé par le chœur, notamment lors de l'avant-dernière scène, La Casa.